# Nuncjatura Apostolska w Boliwii
Nuncjatura Apostolska w Boliwii – misja dyplomatyczna Stolicy Apostolskiej w Boliwii. Siedziba nuncjusza apostolskiego mieści się w La Paz. Obecnym nuncjuszem jest Włoch abp Giambattista Diquattro. Pełni on swą funkcję od 21 listopada 2008. Nuncjusz apostolski pełni tradycyjnie godność dziekana korpusu dyplomatycznego akredytowanego w Boliwii od momentu przedstawienia listów uwierzytelniających.

## Historia
Internuncjaturę Apostolską w Boliwii utworzył papież Pius X w 1917. Dotychczas funkcję przedstawicielstwa papieskiego w tym państwie pełniła Delegatura Apostolska Peru i Boliwii z siedzibą w Peru. W 1925 papież Pius XI wyniósł boliwijską internuncjaturę do rangi nuncjatury.

## Szefowie misji dyplomatycznej Stolicy Apostolskiej w Boliwii

### Internuncjusze apostolscy
- abp Rodolfo Caroli (1917 - 1921) Włoch
- abp Tito Trocchi (1921 - 1925) Włoch

### Nuncjusze apostolscy
- abp Gaetano Cicognani (1925 - 1928) Włoch
- abp Carlo Chiarlo (1928 - 1932) Włoch
- abp Luigi Centoz (1932 - 1936) Włoch
- abp Federico Lunardi (1936 - 1938) Włoch
- abp Egidio Lari (1939 - 1945) Włoch
- abp Giuseppe Burzio (1946 - 1950) Włoch
- abp Sergio Pignedoli (1950 - 1954) Włoch
- abp Umberto Mozzoni (1954 - 1958) Włoch
- abp Carmine Rocco (1959 - 1967) Włoch
- abp Giovanni Gravelli (1967 - 1973) Włoch
- abp Giuseppe Laigueglia (1973 - 1979) Włoch
- abp Alfio Rapisarda (1979 - 1985) Włoch
- abp Santos Abril y Castelló (1985 - 1989) Hiszpan
- abp Giovanni Tonucci (1989 - 1996) Włoch
- abp Rino Passigato (1996 - 1999) Włoch
- abp Józef Wesołowski (1999 - 2002) Polak
- abp Ivo Scapolo (2002 - 2008) Włoch
- abp Luciano Suriani (2008) Włoch
- abp Giambattista Diquattro (2008 - 2017) Włoch
- abp Angelo Accattino (2017 - 2023) Włoch
- abp Fermín Emilio Sosa Rodríguez (od 2023) Meksykanin